# ハリエット (ゾウガメ)

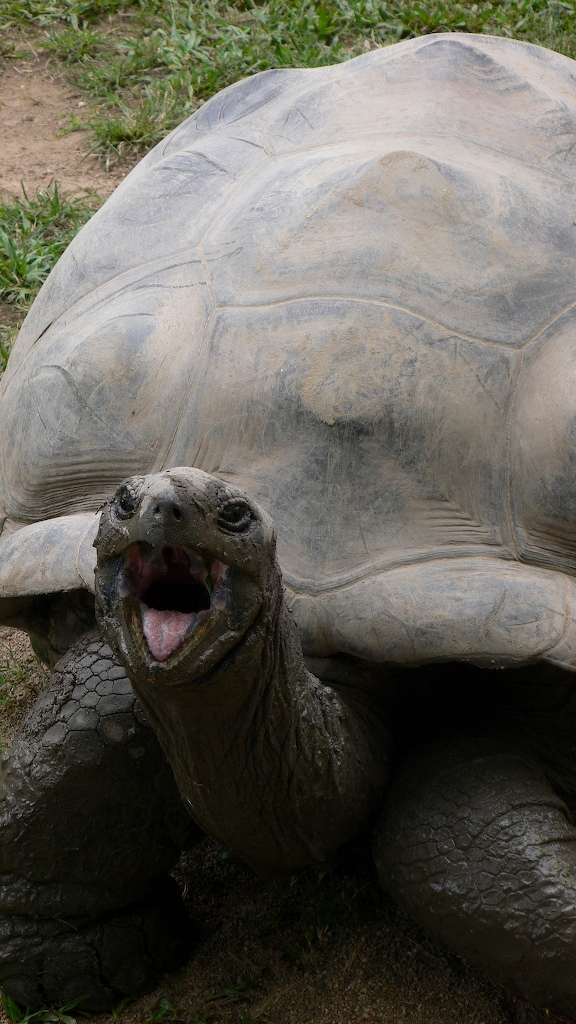
ハリエット（2006年）
オーストラリア動物園

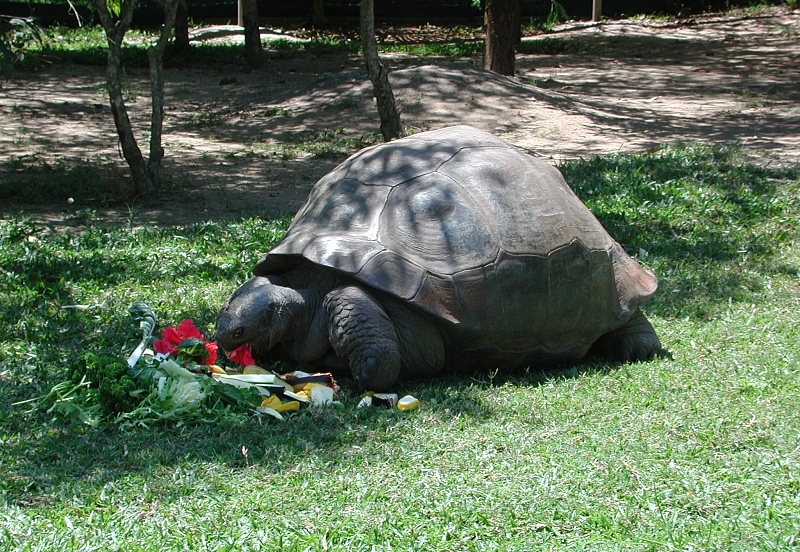
ハリエット（2002年）

ハリエット（Harriet、1830年頃 - 2006年6月23日）は、175年生きたと推定される、ガラパゴスゾウガメの（恐らく）亜種（独立種とする説もあり）サンタクルスゾウガメ Geochelone nigra porteri）である。人類の知る最も高齢の動物とされる。
もともとハリエットは、チャールズ・ダーウィンによって1835年に初めてガラパゴス諸島で捕獲されたものだと考えられていた。捕獲された時は皿1枚程の大きさであり、6歳だろうと推定された。確かにダーウィンは3匹のカメを捕獲し、ビーグル号で母国イギリスに持って行ったが、遺伝子判定によって、ハリエットはダーウィンが一度も訪れていないサンタクルス島の固有亜種であることが示されているため、ダーウィンが持ちかえったカメではない可能性が高い。
1世紀以上もハリエットはオスだと間違えられ、従ってハリー (Harry) と名付けられていた。
99年間ブリスベンシティー植物園にいた後、The Crocodile Hunterという動物番組で知られるスティーブ・アーウィンの所有するオーストラリア動物園に移された。2005年11月15日、175歳の誕生日がオーストラリア動物園で祝われた。2006年6月23日、同動物園で心臓発作により死亡した。